# يعقوب مأمون
يعقوب مأمون (بالإنجليزية: Yakub Memon)‏ (30 يوليو 1962 في مومباي - 30 يوليو 2015 في ناغبور)، إرهابي هندي. ومحاسب قانوني. وهو مُتهم بالضلوع بتفجيرات بومباي 1993 من قِبل المحكمة الهندية في 27 يوليو 2007. ويعقوب ميمون شقيق أحد المشتبه بهم الرئيسيين في التفجيرات تايجر ميمون. حُكم عليه بالإعدام وتم رفض كل الإستئنافات والالتماسات المُقدمة للرئيس الهندي لمنع إعدامه. وتم تنفيذ عقوبة الإعدام له في 30 يوليو 2015 في ناغبور.

## حياته
ولد يعقوب في 30 يوليو 1962 في بومباي، ونشأ في حي بيكولا، ودرس في مدرسة دي سوزا الثانوية. أكمل الماجستير في التجارة في كلية البرهاني التجارة والفنون. في عام 1986، ثم التحق ميمون في معهد المحاسبين القانونيين في الهند وأكمل دراسته كمحاسب قانوني في عام 1990.